# Socket FM2

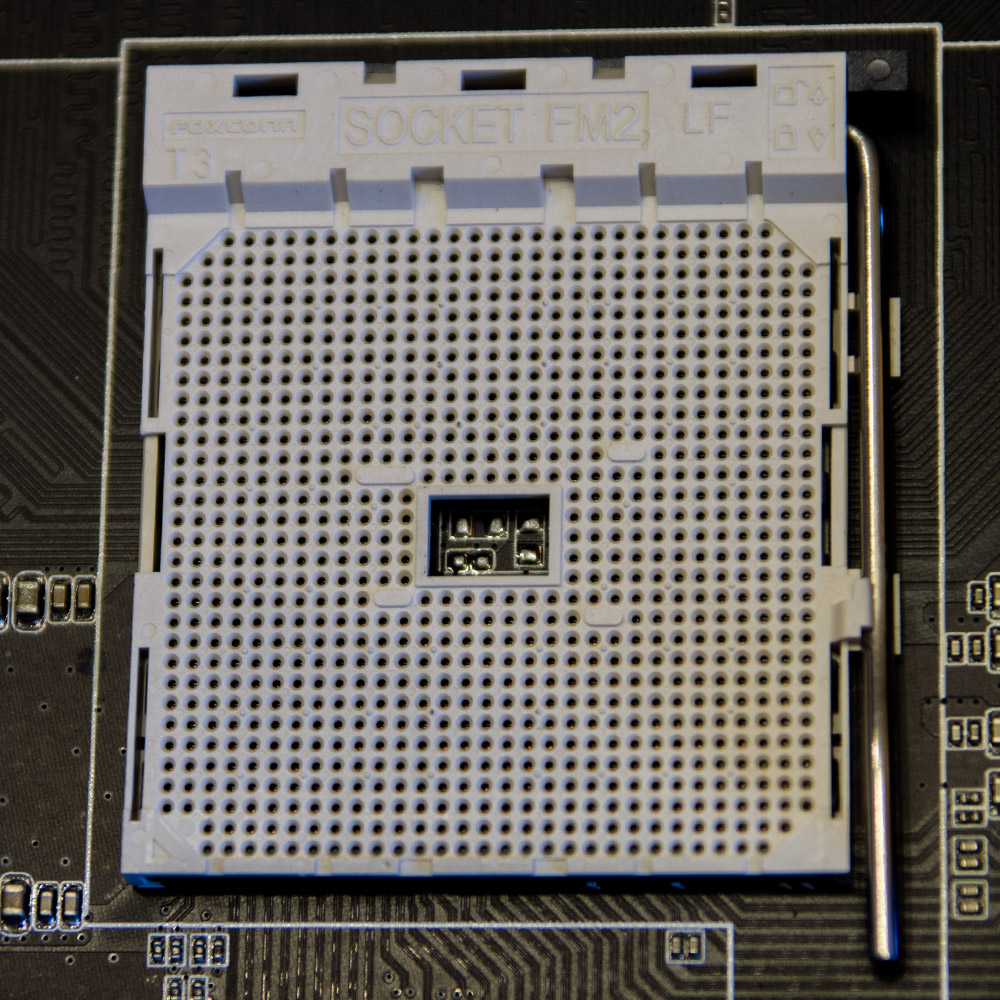

Socket FM2 — процессорный разъём для гибридных процессоров (APU) фирмы AMD с архитектурой ядра Piledriver: Trinity и Richland, а также отмененных Komodo, Sepang и Terramar (MCM — многочиповый модуль).
Конструктивно представляет собой ZIF-разъем с 904 контактами, который рассчитан на установку процессоров в корпусах типа PGA.
Socket FM2 представлен в 2012 году, всего через год после Socket FM1. Хотя Socket FM2 является развитием сокета FM1, он не имеет обратной совместимости с ним.
Процессоры Trinity имеют до 4 ядер, серверные чипы Komodo и Sepang — до 10, а Terramar — до 20 ядер. 

Однако объявлено о прекращении разработки Sepang и Terramar; интересно, что работы над данными решениями прекращены на достаточно поздней стадии, поскольку их анонс предполагался в 2012 году, вкупе с серверными платформами G2012 и C2012. Планы компании изменились, и теперь AMD готовит другие серверные CPU — Abu Dhabi, в состав которых входит до 16 ядер Piledriver.

## Socket FM2+
Процессорное гнездо Socket FM2+ совместимо как с существующими APU поколений Trinity и Richland, так и с Kaveri (англ.) и Godavari (поставки Kaveri в настольном сегменте начались в начале 2014 году, а в мобильном секторе — в 2014-м).
Перспективные APU под кодовым именем Carrizo (англ.) тоже будут поддерживаться FM2+.
Имеется информация о том, что сокет FM2+ будет актуален по меньшей мере до 2018 года, поддерживая все существующие линейки APU.